# جاكوس جانسي فان رنسبرغ
جاكوس جانسي فان رنسبرغ (بالإنجليزية: Jacques Janse van Rensburg)‏ (و. 1987  م) هو راكب دراجة هوائية، من جنوب أفريقيا، شارك في طواف إسبانيا، وطواف إسبانيا 2014.

## سباقات أو مراحل فاز بها
| التاريخ        | السباق                                         | المركز                  |
| -------------- | ---------------------------------------------- | ----------------------- |
| 08 مارس 2008   | Giro del Capo 2008                             | المركز الثالث           |
| 03 يونيو 2012  | طواف إريتريا 2012                              | الفائز في التصنيف العام |
| 12 أبريل 2014  | Mzansi Tour 2014                               | الفائز في التصنيف العام |
| 14 فبراير 2015 | 2015 African Road Cycling Championships Men RR | المركز الثالث           |
| 21 فبراير 2016 | طواف عمان 2016                                 | الفائز في تصنيف القتال  |
| 30 أبريل 2017  | طواف يوركشاير 2017                             | الرابع في تصنيف الجبال  |

## روابط خارجية
- جاكوس جانسي فان رنسبرغ على موقع الاتحاد الدولي للدراجات (الإنجليزية)
- جاكوس جانسي فان رنسبرغ على موقع أرشيف الدراجات (الإنجليزية)
- جاكوس جانسي فان رنسبرغ على موقع إحصائيات الدراجات الإحترافية (الإنجليزية)
- جاكوس جانسي فان رنسبرغ على موقع نسبة الدراجات (الإنجليزية)
- جاكوس جانسي فان رنسبرغ على موقع CycleBase (الإنجليزية)